# 利帕 (戈羅霍夫區)
50°26′41″N 25°8′13″E / 50.44472°N 25.13694°E
利帕（烏克蘭語：Липа），是烏克蘭的村落，位於該國西部沃倫州，由盧茨克區負責管轄，始建於1450年，面積11平方公里，海拔高度190米，2001年人口354，人口密度每平方公里32.2人。